# 刀劍神域外傳 Gun Gale Online
《刀劍神域外傳 Gun Gale Online》，簡稱「SAOAGGO」，是時雨澤惠一撰寫、黑星紅白繪製插畫，由原作作者川原礫監修的《刀劍神域》系列外傳小說。2014年由電擊文庫開始出版，正體中文版由台灣角川發行，簡體中文版則由天闻角川代理。故事以《刀劍神域》幽靈子彈篇登場之線上遊戲《Gun Gale Online》（GGO）為舞台。
2017年10月「電擊文庫 秋之祭典2017」宣布改編為電視動畫；動畫第1季於2018年4月至6月播出，第2季於2024年10月首播。

## 故事簡介

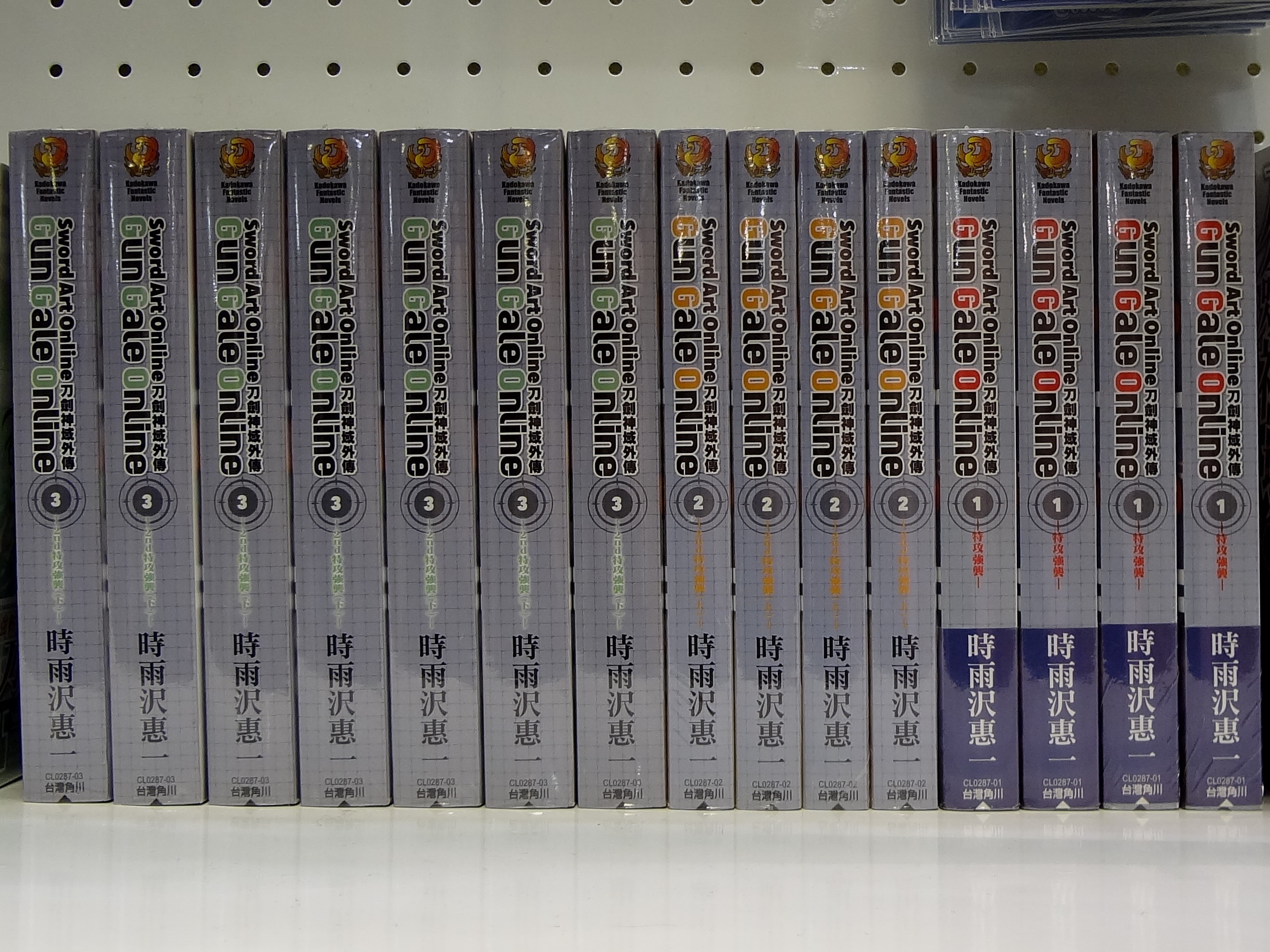
《刀劍神域外傳 Gun Gale Online》輕小說第1至3集

「蓮」是在槍與鋼鐵的世界《Gun Gale Online》一個人盡情遊玩的女性玩家，她最喜歡可愛的東西，全身的裝備也統一都是粉紅色，又在遊戲裡務實地鍛鍊與成長，累積了一身的實力。因為遇到某件事讓蓮發現狩獵玩家的樂趣，就是沉醉在PK當中，最後終於被別人稱為「粉紅色的惡魔」。
如此的蓮，遇到了漂亮又神祕的玩家「Pitohui」，兩人意氣相投，她在Pitohui的建議下，和狙擊手M組成LM參加了組隊混戰的活動SJ「特攻強襲」。蓮原本不想參加SJ2，是在豪志的拜託下為了打敗Pitohui（兩人所屬隊伍為PM4），才和不可次郎（現實生活中的朋友篠原美優）組成LF參賽的。

## 登場角色

### 主要人物
蓮／小比類卷香蓮（LLENN / Kohiruimaki Karen，聲：楠木灯（動畫）／津田美波（電擊FCI）（日本）；穆宣名（台灣）；凌晞（香港））
本作的主角。生日為2006年4月20日，出身自北海道。家境富裕、家中年紀最小，排行老五，上頭還有兩個哥哥、兩個姊姊。2025年春天時離開家鄉到東京一所名門女子大學讀書，目前獨自居住在大姊夫婦所居住的東京都內的一所高級公寓。頭髮右側綁著辮子。
身高183公分，從小學三年級開始身高就不斷快速成長，到小學畢業身高就超過170公分，由於身高受到旁人的異樣眼光，自己也因此感到自卑。幼年時十分開朗活潑，經常被人誤認是男孩子，但自從身高開始快速成長後產生自卑，逐漸轉變成只跟熟人交談且成天沉溺在讀書和聽音樂的內向個性。
進入大學後因為性格的關係，香蓮無法交到新朋友。在偶然之中被虛擬實境遊戲的網路新聞吸引而產生興趣，開始玩起了虛擬實境遊戲。最初在好友美優的推薦下玩起了ALO，角色種族選擇風之精靈，但因為角色的隨機身高與現實相仿而大受打擊，之後便轉移到各種遊戲中嘗試，及至GGO才選到想要的型態。
遊戲中的角色身高大約145公分，和現實世界的自己完全相反，以AGI型（敏捷）玩家活躍著。使用的武器是P90（暱稱：小P（聲：楠木灯））和一把黑色的軍刀。在遇見Pitohui前使用的是Vz. 61蠍式衝鋒槍共兩把。在SJ4因為參賽者必須持有手槍而獲Pitohui贈送兩把名為AM. 45 Vorpal Bunny的定制手槍。因為個人興趣所以把戰鬥服裝和武器改成粉紅色，但意外地在GGO的沙漠環境中有非常完美的隱身效果，尤其是黃昏時更為顯著。
因為嬌小的體格和AGI型的特性而擅長近距離和中距離式射擊，会以隱藏、潛伏等方式接近敵人再利用自己的特性對敵人進行奇襲的作戰方式，因此被玩家间称为“粉红恶魔”。
經過SJ1一戰後，對人生有了新的體悟而把頭髮剪短，也結識了現實中的SHINC小隊全員成為了朋友。
SJ2時在豪志的請求下為了親手打倒Pitohui而參賽。與GGO新手不可次郎組隊力戰各個強敵，中途也和SHINC小隊合作共同迎戰PM4（Pitohui與M所屬隊伍），最後以狠咬脖子的方式擊敗Pitohui，但卻意外被T-S小隊收穫漁翁之利，只獲得亞軍，但達成親手打倒Pitohui的目的。
雖然實力屬於GGO的中堅份子，但香蓮並不像美優和Pitohui一樣是重度虛擬玩家。而家人們也因為SAO事件而對虛擬實境遊戲抱有偏見，所以對家人們隱瞞自己在玩虛擬實境遊戲一事。
Pitohui／神崎艾莎（Pitohui / Kanzaki Elsa，聲：日笠陽子／ReoNa（演唱）（日本）；龍顯蕙（台灣）；劉惠雲（香港））
蓮在GGO中少數的同伴之一，兩人組成中隊經常一起狩獵。真實身分是當紅的偶像歌手神崎艾莎，擁有自己開設的事務所，香蓮和美優都是她的忠實歌迷。
外表雖然是個美女，但实际是本性殘暴且有暴力傾向的抖S，所以經常對男友豪志施虐，但豪志並不在意，兩人算是虐戀。雖然其精神方面不太正常，但還是有一定的常識和社會性，並不是那種會在現實世界傷害他人而成為罪犯的人。跟桐人一樣是SAO的封測玩家之一，也很幸運地買到了SAO的正式版，但可惜公測首日當天時有重要的事而無法登入遊戲，在得知SAO變成死亡遊戲後，因為錯失了遊玩死亡遊戲的機會，整個人憤怒到發狂，開始詛咒、怨嘆自己甚至出現了自殘傾向，想阻止她的豪志也被憤怒的她打斷了三根肋骨和手指骨頭，豪志稱她為SAO的失敗者。
SAO事件開始之後與豪志兩人過了兩年每天只有在工作和玩虛擬實境遊戲的日子。SAO事件解決後從生還者的情報中得知了遊戲內的PK殺人事件後，再度復發了對死亡遊戲的迷戀，所以決定在SJ2中賭上自己的性命，若輸掉比賽時就結束自己的性命。在SJ2和蓮一戰中被蓮擊敗，蓮刻意提醒了兩人以前的約定（若兩人在對決中輸給蓮的話，兩人就在現實世界見面），最後放棄了結束自己性命的念頭，決定好好活下去。SJ2結束後實現了和蓮的約定，兩人終於在現實世界見面了。
在SJ2中面對七個小隊的聯軍總共36人，以1人之力完成了屠殺將近30人的壯舉。
遊戲中的角色是個身材高挑瘦長、臉頰兩邊各有一個刺青的美女。利用現實世界的金錢轉換到遊戲內購買各種稀有槍枝，並以收集所有槍枝為目標(曾提及試圖與詩乃交易黑卡蒂，但被拒絕)。是STR型（筋力）玩家，使其可以輕易使用多種槍枝。SJ2時使用M107A1、KTR-09、春田XDM半自動手槍兩把、雷明登870破門型、兩把軍刀、一把（在SJ3及之後證實持有三把）名為“村正F9”的光劍等武器。因使用NERveGear來登入遊戲，所以在情绪激動過度時也不能自动登出。
Pitohui的這名字取自於一種林鵙鶲屬的鳥類學名，是一種身上有神經性毒素的鳥類。
M／阿僧祇豪志（M / Asogi Goshi，聲：興津和幸（日本）；張騰（台灣）；黃啟昌（香港））
第一屆SJ時由Pitohui推薦給蓮作為隊友的男性。現實世界中是個身高約175cm，外表帥氣的年輕男性、第一人稱是「僕」。
Pitohui神崎艾莎的戀人兼經紀人，也是事務所的下屬。原本是一個沒甚麼自信的胖子，大學時代和艾莎相遇喜歡上了她，之後就成了跟蹤狂一直跟蹤她。然而因為自己的行為而被艾莎發現，艾莎露出了本性不斷地對他施暴和調教，結果到最後成了掛有艾莎戀人之名的奴隸，還因此成功瘦身。雖然是一個有常識的正常人，但是都會配合艾莎的興趣與要求為優先，甚至當艾莎要在SJ2進行賭命時他也甘願跟她一起賭命，因此得知他們倆過去的香蓮與美優都不斷地吐槽他們倆的這段不正常關係。
遊戲中的角色是一個身高約190CM的超壯巨漢，因為艾莎要求禁止用敬語，所以第一人稱改成了「俺」。擅長中、遠距離式戰鬥，武器是Mk 14增強型戰鬥步槍 、HK45半自動手槍。防具是用GGO中最高硬度的稀有材質（宇宙戰艦的裝甲板）八片加工後連結在一起的盾牌，自稱是保护膽小的自己之外壳。為了Pitohui在現實世界中也進行過射擊訓練，因此有一定程度的狙擊技術，能不必依靠系統輔助就能進行瞄準射擊。擁有優秀的地理感覺並以此為依據訂立作戰計畫，參加SJ時通常是團隊的參謀。
SJ1時與蓮並肩作戰順利擊敗許多強敵，但因為讀了Pitohui留下的訊息（如果你在遊戲裡死的話，現實的你也會死喔）而開始害怕，甚至想要殺了蓮奪下隊長頭銜使自己可以藉由棄權來脫身，但被蓮制止，蓮和他分道揚鑣後獨自迎戰SHINC小隊，雖然不想死，但最後還是協助蓮獲得最後勝利，而自己也免於一死。
SJ2時召集了四名玩家和Pitohui六人組成了一隻小隊PM4，雖然尊重Pitohui的意志但還是去拜託了香蓮參賽以阻止Pitohui自殺。大賽時雖全力支援Pitohui戰鬥，但最後暗助蓮脫身，被Pitohui發覺並射殺他。
M這名字取自於抖M，來自於豪志與艾莎之間的關係。香蓮一開始以為是取自於地圖英文（Map）第一個字母，直到知道了豪志與艾莎兩人之間的關係後才真正明白為何會取這名字。
不可次郎／篠原美優（Fukaziroh / Shinohara Miyu，聲：赤崎千夏（日本）；陳貞伃（台灣）；葉曉欣（香港））
香蓮家鄉的好友。就讀北海道當地的一所大學。身高165CM。性格樂觀、輕鬆，這樣的性格讓香蓮經常受到她的鼓舞而振作起來。
一個重度玩家，玩過多種虛擬遊戲，最近成了ALO的忠實玩家，香蓮剛開始玩虛擬實境遊戲時給了她許多關於虛擬實境遊戲的知識，並推薦香蓮跟她一起玩ALO。曾有過和「絕劍」有紀交手的經驗。
SJ2時在香蓮的請求下從ALO轉移到GGO，和蓮一起組隊參加SJ2。
SJ2大賽中主要以槍榴彈砲擊和煙霧彈干擾來支援蓮戰鬥，與Pitohui的對決時也駕駛悍馬車營救處於危險中的蓮。
遊戲中的角色是一個金色直髮、瞳色是微紅的茶色的嬌小少女，角色為F8000系列。身高大約150CM、外貌給人的感覺相當銳利，就像是一看見就會湧起警戒心的惡魔使者或是像魔女的見習生那樣的感覺。背後的頭髮纏成團子狀髮髻然後用髮釵插上、服裝是綠色多地形迷彩戰鬥服然後穿著可裝載槍榴彈的綠色防彈背心。繼承自ALO的能力值，除了敏捷和靈活度比蓮低以外，其它數值都大大的超越蓮。駕駛車輛的技術是美優從現實世界和競速賽車遊戲中習得的。
戰鬥中擔任火力支援、因為擁有高筋力值，所以可以雙手同時靈活運用兩把MGL-140 6發肩射型榴彈發射器（右手持的稱為「右太」、左手持得稱為「左子」）。武器除槍榴彈發射器外還有一把史密斯威森M&P9毫米口徑半自動手槍，和加工成髮髻的一把軍刀。背包的儲存空間幾乎都拿來裝預備的槍榴彈。
在GGO時的鍛鍊使她在SJ2大賽時不用眼見目標物，只要照著指示方向就可以擊中遠方的敵人。在ALO的戰鬥經驗也活用在近距離戰鬥中，將長型槍枝雙手握持像是揮舞劍般鈍擊敵人。只是手槍技術爛到不行，就算敵人近在眼前也能全部射偏。
在ALO中角色種族是風之精靈，是一名使用劍的劍士，游戏角色名字取自家中從小到大一直陪伴著自己但已經過世的寵物犬。
在《刀劍神域劇場版：序列爭戰》中節目MMO STREAM報導VR玩家人數下降情形時，直播受訪的GGO玩家戴因也在找她。

### 主要參賽者
SHINC
香蓮就讀大學的附屬高中部，屬於藝術體操社的六位女高中生。先前香蓮就常常和她們之間常常擦身而過，在SJ1之後因為各種跡象而認出彼此就是在SJ1最後互相交手的對象。至此開始便有了交集，進而成為好友，香蓮甚至招待她們到家裡玩。但是在遊戲內彼此之間是勁敵，所以在遊戲內除了在SJ交手以外，雙方沒有一起活動過。
最初成員們的感情並不好，但是玩了GGO以後因為在遊戲裡經過了各種生死關頭，感情和默契愈來愈好，在遊戲中也成為了實力相當中堅的強隊。而她們在藝術體操社鍛鍊出的靈活度也反映在遊戲上。隊名SHINC為藝術體操社的簡寫（Shintaisou Club）。在GGO中認識詩乃，曾透過她的經驗談打怪獲得反坦克狙擊步枪，但不認識現實中的她。
伊娃／新渡戶咲（Eva / Nitobe Saki，聲：朝井彩加（日本）；錢欣郁（台灣）；詹健兒（香港））
高中二年級→三年級，藝術體操社的社長，社員都稱呼她老大（Boss）。和香蓮認識之後不時就會傳訊息聯絡。
遊戲內是一名粗壯且長相具有魄力的中年女性。武器為VSS Vintorez狙擊步槍和Strizh手槍。
安娜／安中萌（Anna / Annaka Moe，聲：M‧A‧O（日本）；陳貞伃（台灣）；曾秀清（香港））
高中一年級→二年級，黑髮。雙親興趣是抱石，從小也被迫參與，這項技能也在SJ3中發。
遊戲內是一名戴墨鏡、金色捲髮的青年女性。遊戲內的武器為德拉古諾夫。
冬馬／米蘭·斯德諾娃（Toma / Milana Shidrowa，聲：森永千才（日本）；龍顯蕙（台灣）；林元春（香港））
高中一年級→二年級，金髮碧眼的俄羅斯人，父母親是貿易商。喜歡車子的父親教過她駕駛手排車。
遊戲內是一名黑色長髮的青年女性。遊戲內的武器為德拉古諾夫和PTRD1941。
蘇菲／藤澤加奈（Sophie / Fujisawa Kana，聲：內山夕實（日本）；陳貞伃（台灣）；梁少霞（香港））
高中二年級→三年級，副社長，也是咲的好友。頭髮為黑褐色。
遊戲內是一名肥胖、淺褐色頭髮的中年女性。遊戲內的武器為PKM機關槍。
羅莎／野口詩織（Roza / Noguchi Shiori，聲：種崎敦美（日本）；錢欣郁（台灣）；吳羨婷（香港））
高中二年級→三年級，和風鮑伯頭少女。
遊戲內是一名滿臉雀斑、紅髮的中年女性。遊戲內的武器為PKM機關槍。
塔妮亞／楠莉莎（Tanya / Kusunoki Lisa，聲：白石晴香（日本）；龍顯蕙（台灣）；魏惠娥（香港））
高中一年級→二年級，和遊戲內的角色最像，差別是頭髮的顏色。第一人稱「ボク」。
遊戲內是一名銀色頭髮的青年女性，並且第一人稱改為「オレ」。遊戲內的武器為PP-19野牛衝鋒槍和Strizh手槍。
MMTM
「Memento mori」的簡稱，為拉丁文的諺語，意思是「記住你將有一天會死亡」。團員身上具有骷髏臂章，SJ2起服裝統一為綠色以直線基調組合起來的舊瑞典軍隊迷彩服。為具有中堅實力的強隊之一。SJ4開始全員持有貝瑞塔APX手槍。
大衛（David，聲：間島淳司（日本）；李世揚→歐祖豪（台灣）；陳耀楠（香港））
中隊隊長，武器為STM-556突擊步槍、斯泰爾M9A手槍、貝瑞塔APX手槍（SJ4開始使用）和一把光劍「之定N2」（SJ3開始使用），現實中為速遞公司員工，曾經打入BOB3決賽。
在遊戲黎明期曾與Pitohui待過同一中隊，是少數知道Pitohui危險程度的人，曾給予Pitohui的瘋狂「似乎想要忘記自己還活著」的評語。
傑克（Jake，聲：村田太志（日本）；孟慶府（台灣）；陳灝瑋（香港））
中隊副隊長，武器為HK21通用機槍。
波魯特（Bold，聲：小柳良寬（日本）；陳彥鈞（台灣））
武器為貝瑞塔ARX-160突擊步槍。
薩門（Summon，聲：山本格→丹澤晃之（日本）；歐祖豪（台灣））
武器為FN SCAR-L突擊步槍。
勒克斯（Lux，聲：水中雅章（日本）；孟慶府（台灣））
原本的武器為HK G36K突擊步槍，SJ3起轉職為狙擊手，以HK MSG90狙擊步槍為武器，該槍在SJ4中損毀，自“五個試練”篇起改用加裝瞄準鏡的豐和20式突擊步槍。
健太（Kenta，聲：市川蒼（日本）；陳彥鈞（台灣））
武器為HK G36K突擊步槍。
ZEMAL
「全日本機關槍愛好者（Zen-Nihon Machine-gun Lovers）」的簡一稱，成員一律只使用機關槍。SJ1的時候雖然鎖定蓮的位置而瘋狂射擊，卻被對方以樹木作為掩護而一彈未中，反而從後方被偷襲因此早早退場；但是在SJ2學會了團隊合作以及警戒意識，獲得了不錯的戰績；到SJ3時已經成為一支不容忽視的勁敵。SJ4獲碧碧加入成為指揮後，用計使包括蓮、Pitohui、SHINC在內的多支隊伍放棄主武器，最終勝出賽事。但相比起勝利，隊員們更希望盡情地開火，因此並沒有喜悅，反而覺得傷心。SJ4開始全員持有SIG M17手槍。
休伊（Heuy，聲：伊丸岡篤（日本）；歐祖豪（台灣））
武器為M240B。
彼得（Peter，聲：木島隆一（日本）；孟慶府（台灣））
武器為內蓋夫輕機槍。
TomTom（聲：濱添伸也（日本）；歐祖豪（台灣））
武器為FN MAG。SJ3裡被選入背叛者小隊。
麥克斯（Max，聲：內匠靖明（日本）；陳彥鈞（台灣））
武器為FN Minimi輕機槍，在“五個試練”篇中升級改裝為Mk 46 Mod 0。
Shinohara／志乃原修哉（Shinohara Shuya，聲：川田紳司（日本）；孟慶府（台灣））
武器為M60E3。現實中為補習班導師。
碧碧
於SJ4前在野區碰見ZEMAL，及後加入成為指揮並帶領隊伍贏得SJ4冠軍，隊中唯一女隊員，被其他男隊員稱為「女神大人」。使用武器為槍管鋸短的RPD輕機槍。和不可次郎同為ALO玩家，曾單方面虐殺不可次郎。
夏莉／霧島舞（Shirley / Kirishima Mai，聲：高野麻里佳（日本）；錢欣郁（台灣）；張頌欣（香港））
武器為R93戰術2型狙擊步槍、劍鉈，在SJ4因為參賽者必須持有手槍而購入雷明登XP-100。
24歲，現實身分是在北海道從事生態導覽員兼職獵人，名字由來是學生時代朋友改的別名，將舞（まい）→米（まい）→指白飯之意的「舍利」（しゃり）→的諧音。
原本在GGO裡排斥對人射擊，並在被迫參加SJ大賽而在參賽前期十分消極。在歷經所屬小隊被Pitohui以行刑式屠殺後，成為僅存的一人，轉變成為只剩殺意的驅逐系玩家，將其他玩家視為「獵物」。雖然找到機會狙擊了Pitohui，卻未能完全打死，隨後死在蓮的槍下。
記取無法完全擊倒Pitohui的教訓，在SJ3前自行調配出為求一擊必殺但單顆造價昂貴的開花彈來使用。而在SJ3狙擊了數名對付蓮等人的聯合小隊隊員，之後撞見克拉倫斯並對決，結果兩人同歸於盡，戰後兩人互相交換了聯絡方式。SJ4時以不需參加預賽就能進入決賽為由為與克拉倫斯加入LPFM。
克拉倫斯（Clarence，聲：小松未可子（日本）；錢欣郁（台灣）；陳琴雲（香港））
武器為AR-57衝鋒槍、FN Five-seveN手槍。
在GGO裡有著帥哥外貌的「女性」玩家，第一次出場就宣稱想要把槍插進其他玩家的屁股裡瘋狂開槍的變態。在被蓮打倒並被勒索交出彈匣時，偷吃了蓮的豆腐，貌似是位雙性戀。
SJ3大賽時，假意加入圍剿對付蓮等人的聯合小隊，等開戰後立刻背刺隊友，最後撞見夏莉並對決，結果兩人同歸於盡，戰後兩人互相交換了聯絡方式。第四屆SJ大賽時，時以不需參加預賽就能進入決賽為由為與夏莉加入LPFM。
T-S（聲：古屋亞南、橘龍丸、金子誠、手塚弘道、佐原誠（日本））
全隊隊員都裝備未來風格、足以彈開步槍彈的厚重盔甲，並寫上001至006的編號，六人的武器為一把GR9、兩把斯泰爾AUG、兩把SAR21和三把M320榴彈發射器（SJ4開始使用）。因為在SJ2戰術性收割兩敗俱傷的LF與PM4，而遭到全場收看玩家鄙視臭罵。
艾爾賓（Erbin，聲：古屋亞南（日本））
編號為002，武器是XM8。
SJ3時被派往背叛者隊，被其實並非隊友的Pitohui暗殺。因為其他隊員都不願露出遊戲內的面目，在測試賽中擔當交涉人員。

### 其他參賽者
Narrow
參賽SJ1的隊伍。由自衛隊隊員所組成的小隊，目的是藉由SJ累積實戰經驗。將敵人小隊以無線電通話拼寫字母命名。在SJ1被蓮以迅雷不及掩耳的速度擊殺四名隊員後，判斷遊戲內的數據無法當作實戰的參考，就立刻投降並中止該次的訓練。與菊岡誠二郎有密切關係。
Nobu（聲：野瀨育二（日本）；歐祖豪（台灣））
武器為FAL。
Yasu（聲：不明（日本）；張騰（台灣））
武器為FAL。
Dashin（聲：相馬康一（日本）；孟慶府（台灣））
武器為FAL。
Nagama（聲：村上裕哉（日本）；陳彥鈞（台灣））
武器為FAL。
Hidehide（聲：佐原誠（日本）；陳彥鈞（台灣））
武器為FAL。
Saika（聲：手塚弘道（日本）；孟慶府（台灣））
武器為M24。
DDL
參加SJ1、SJ3的隊伍。SJ1在沙漠裡被SHINC擊敗，SJ3則被TOMS擊敗。
RGB
參加SJ1、SJ2、SJ3、SJ4的隊伍。「Raygun Boys（レイガンボーイズ）」的簡稱，全員皆以光學槍作為武器。在SJ2連一槍都未擊發就被不可次郎的槍榴彈砲擊，全員沒任何表現就退場；SJ3在突襲SHINC的行動中被對方以反坦克步槍為首的重火力殲滅；SJ4受到Fire的聯合部隊邀約，以光學槍的優勢殲滅在部隊據點周圍不斷生成的怪物，在阻擋蓮等人乘坐的悍馬車後因克拉倫斯的自爆攻擊而跌落湖面全滅。全員的武器為2把「MG2504」光學機關槍、1把「SorpresaA2」光學狙擊槍、3把「G991K」光學步槍。
PM4
參賽SJ2的隊伍。Pitohui和M加上聘請來的4名玩家所組成的隊伍。
Alphon（聲：前田弘喜（日本）；歐祖豪（台灣））
武器為格洛克21。身材瘦削。
Borno（聲：野瀬育二（日本）；陳彥鈞（台灣））
武器為MG3。身材高大。
Clint（聲：西谷修一（日本）；孟慶府（台灣））
武器為UTS-15。身材矮小。
Dominic（聲：村上裕哉（日本）；歐祖豪（台灣））
武器為Savage 110BA。身材強壯。
KKHC（聲：相馬康一、伊達忠智→江越彬紀、野川雅史、佐原誠（日本）；陳彥鈞、歐祖豪、孟慶府、張騰（台灣））
參加SJ2、SJ3的隊伍。「北國獵人俱樂部（Kita no Kuni Hunters Club）」的簡稱，成員是在北海道以狩獵維生的伙伴，組成中隊的目的是提升狩獵與射擊技術。
NSS
參加SJ2、SJ3的隊伍。「New Soldiers（ニュー・ソルジャーズ）」的簡稱。是一群喜歡戰史的玩家，全員皆將自己的角色定義為「在過去的世界戰死後轉生至未來的士兵」，因此就連使用的武器也是和設定的時代相符。隊長為拿著XM-177E2的綠扁帽男，成員是拿著G3A3ZF的西德士兵、拿著李-恩菲爾德No.4 MKI（T）的英國步兵、拿著AKS-74的蘇聯士兵、拿著FAL的羅德西亞傭兵、拿著百式衝鋒槍的日本軍將，SJ2裡含隊長有3人遭KKHC狙擊而陣亡，剩餘的3人在加入對付PM4的聯合小隊後被Pitohui擊敗，SJ3則被ZEMAL擊敗。
ZAT
參加SJ2、SJ3的隊伍。「散切頭之友（Zangiri Atama no Tomo）」的簡稱。以上傳自己編輯的戰鬥實況影片而著名。SJ2首次參賽，在雪山上被MMTM擊敗，SJ3敗於SHINC之下，SJ4撐過怪物的圍攻後被LPFM殲滅。
班哲明（Benjamin）
武器為GGO中最普遍的衝鋒槍HK MP5 。
卡薩（Casa）

柯尼希（Koenig）

弗勒斯（Frost）

山田（Yamada）

賽因（Sein）
實況玩家。武器為「89式5.56毫米步槍」。
山姆（Sam，聲：綿貫龍之介（日本））
SJ2首次參賽，克拉倫斯的隊友，在SJ3時被夏莉狙擊而陣亡。
武器為FAMAS。
BKA（聲：堀總士郎、木村隼人、日野麻里、風間萬裕子（日本））
參加SJ3的隊伍。以「世紀末」為主題，所有成員都打扮成那樣的氣氛。成員在現實身份有保育員、消防員、補習班老師等。SJ3參戰，但開戰不久後卻遭到SHINC的突擊，成為第一個退場的小隊。
HTS
參加SJ3的隊伍。「微笑不間斷（Hohoemitayasazu）」的簡稱。SJ3首次參賽，由喜歡生存遊戲的玩家所組成。被MMTM擊敗。
全員的武器為「HK 416D」。
TOMS
參加SJ3的隊伍。SJ3首次參戰，全員的配點皆為敏捷型，除下記的柯爾以外，其中三人的武器為「HK53」、「K1」、「AKS-74U」。
柯爾（Call，聲：澤城千春（日本））
小隊中速度最快的玩家，武器為「MP7A1」。SJ3時被派往背叛者隊。
DOOM
參加SJ4的隊伍。SJ4首次參賽。全員為剛加入GGO並首次參加SJ的玩家們，認知小隊不可能在短時間內熟捻使用槍械戰鬥，便投入現實金錢購買了大量高性能炸藥以及稀有防具，在比賽中採取「自爆攻擊兵」的戰鬥方式，炸藥爆炸半徑達50公尺，在爆炸範圍內的玩家若是沒有堅固掩體，爆炸的衝擊波造成的傷害幾乎是即死。在橋上與LPFM激戰並落敗。
成員在現實中全是國中三年級生，為同好會的同伴。
WNGL
參加SJ4的隊伍。「錯誤的槍兵（Wrong lancers）」的簡稱。受Fire僱傭的聯合部隊之一。全員皆穿著鮮豔迷彩服，蒙面且戴墨鏡。其參加條件是『能夠單獨行動的狙擊手』，並有嚴格的入隊考試，是GGO中個人狙擊技術最強的集團。SJ4中兩名成員被夏莉駕駛悍馬車撞死，其餘成員被克拉倫斯以迷你炮機槍殲滅。
V2HG
參加SJ4的隊伍。受Fire僱傭的聯合部隊之一。全員皆穿著深藍色長褲及加裝深茶色護具的夾克，蒙面且戴墨鏡。在SJ4中以悍馬車搭載迷你炮機槍攻擊。
葛蘭特（Grant）

約翰（John）

PORL
參加SJ4的隊伍。Fire的聯合部隊之一。成全員皆穿著灰色迷彩服，主要武裝皆為「RPG-7」。因克拉倫斯的自爆攻擊而跌落湖面全滅。
SATOH
參加SJ4的隊伍。Fire的聯合部隊之一。全員皆穿著茶色沙漠迷彩服，主要武裝皆為「M27 IAR」，副武裝為「M45A1 CQBP」。
WEEI
參加SJ4的隊伍。Fire的所屬隊伍。全員皆穿著深藍色運動服。
Fire／西山田 炎
香蓮參加父親的交流會時遇上的企業家，年約30歲但身高只有150cm。向香蓮父親表示希望能“以結婚的前提跟香蓮交往”。感到困惑的香蓮拒絕了這個要求。怎料他在GGO以Fire的身份跟蓮等人會面，表示若跟香蓮交往將會阻止她繼續玩GGO，令蓮惱火中燒。其後跟蓮以SJ4的勝負打賭來決定交往與否。因本人討厭武器與暴力，所以請來了多支參賽小隊組成聯合部隊來討伐蓮及其小隊，自己僅在遠距離指揮，亦沒持有任何武器。最後雖然打賭勝利，但是在目睹蓮愉快地殺怪物的樣子而感到害怕，在現實中再度跟香蓮會面時表示若香蓮跟GGO的蓮是相同的人物就無法跟她交往。
貝拉魯特
武器為「雷明登XP100」。
裴涅畢亞
武器為「格洛克18C」。
龍
武器為「Mk3」。
使用沙漠之鷹的玩家
角色名稱不明。
使用華瑟戰鬥手槍的玩家
角色名稱不明。

### 新型AI
GGO營運公司Zaskar舉辦給過去SJ名列前茅隊伍參加「為檢測新製作的AI操作的NPC的戰鬥力而舉行的測試賽」之活動「20260816測試賽」之中，聲稱傾盡Zaskar全體員工研發出來之新型遊戲AI。除了強度超群外，還會配載GGO內最新型甚至未發布之強力裝備，共有7名AI據守在攻略目標之歐式城堡內，統一穿著美軍使用的多地形迷彩戰鬥服，並穿戴了軍用頭盔和戰術防彈背心保護頭胸。
實際上其中六名為來自世界各國之退役軍人或傭兵，都曾患上創傷後壓力症候群，為治療雅各而潛行進GGO內，剩下一名為這次治療實驗的主治醫生，隨行進入監控醫療情況。從雅各的事後回顧來看，雅各使用的GGO和Medicuboid是經過調整的，痛覺、疲勞、身體素質和狀況等參照現實，也沒有GGO一般玩家視線看到的UI，沒有預測圈也看不到預測線，畫面呈現也是沒有經過血腥修正，會直接看到血淋淋的屍體。
雅各·愛默生（Jacob Emerson，聲：斧篤志（日本））
本次治療實驗舉辦的主因，前美軍Tier one特種部隊，所處的部隊是必須對外保持機密的存在，從軍十幾年下來大大小小的任務都能達成，包括一些無法公布存在的任務，且自身帶領的部隊皆可毫髮無傷、全身而退，部隊裡最嚴重的傷是部下大意走火轟掉手指；退役後因無法忍耐平淡無奇的生活，接下跨國傭兵的工作長期在外到處奔波。後因家庭因素，在進行健康檢查的認知下參加了這次的療程。
外表為白人。留了把完全遮蓋下巴的鬍鬚，長著魁梧的歐美大叔的面孔，年齡大約四十歲。
武器為M4卡賓槍。
羅伊（Roy，聲：間宮康弘（日本））
現實中雅各從軍多年之好友兼部下，曾因大意走火轟掉小拇指及部分中指；受到雅各妻子的拜託才參與這次的實驗，並在療程進行中向因為是初次潛行而產生短暫失憶的雅各隱瞞這次實驗的真正目的並告之正在進行傭兵任務。外表為黑人，像摔角選手一般的體型。從軍前為演員，以奧斯卡金像獎為目標。
武器為M4卡賓槍。
Rock（聲：沖野晃司（日本））
外表為三十多歲的白人。有著偏細的臉龐及纖細的雙眼。
武器為Gepard反器材步槍。
凱恩（Cain）
外表為二十多歲的東洋男性，被蓮和不可次郎評論是照著電影明星為模板的帥哥。
武器為F90突擊步槍，附掛榴彈發射器，並同時使用遙控式地雷。
伏特加（Vodka）
外表為俄羅斯人，身材像棕熊一樣魁梧，被蓮評論跟M難分軒輊。
武器為Pecheneg通用機槍。
哈珊（Hassan）
外表為五十多歲的中東男性，膚色偏深，五官分明，沿著臉型輪廓長著鬍子。
武器為FN SCAR突擊步槍，同時配備著RPG-7。
醫生（Doc，聲：加藤將之（日本））
為了監控治療實驗而隨行來的主治醫師，對短暫失憶的雅各謊稱自己是核物質方面的專業人員，並在療程結束後向雅各解釋虛擬潛行裝置及整個療程的內容。
武器為SIG MCX突擊步槍。

### 其他人物
只會寫槍作品的小說家（聲：時雨澤惠一（日本）；陳彥鈞（台灣））
第一屆、第三屆、第四屆SJ、以及夏日特別測試的主辦人，因觀看了第三屆BoB決賽的協力場面（桐人和詩乃組隊作戰）而萌生舉辦SJ的念頭。
武器為SIG SG 550 狙擊型、MP5SD3、SIG P226、伯奈利M3。
在SJ1裡被SHINC的冬馬狙擊而死。在SJ2打算用電漿手榴彈與敵人同歸於盡，卻因誤判加上忘了丟掉手榴彈而自爆。參加SJ3的預賽時，被同隊的KADOKAWA以催稿為理由而殺死。
角色原型就是外傳作者（時雨澤惠一），動畫中甚至是由作者本人配音。
KADOKAWA
角川編輯部派來向主辦者的小説家催稿的人。在SJ3的預賽裡殺掉小説家以催他交稿。
武器為M4A1、S&W M19。
佐藤麗（Sato Rei，聲：日笠陽子（日本）；錢欣郁（台灣）；劉惠雲（香港））
東京都內其中一家Livehouse的老闆。艾莎就是在她的Livehouse表演時受到賞識而成名，日後定期亦會在Livehouse開演唱會。
香蓮在首次和Pitohui（艾莎）現實世界會面時，受到艾莎的請求，扮演Pitohui，但立即被香蓮識破。
桐人（Kirito，聲：松岡禎丞（日本））
刀劍神域本傳的主角，於動畫第2季第8集在Pitohui的回憶中出現，為Pitohui玩SAO封測時遇到的玩家。

## 出版書籍

### 輕小說
| 冊數 | KADOKAWA | KADOKAWA       | KADOKAWA               | 台灣角川                       | 台灣角川                                        | 台灣角川                                                     | 天闻角川                       | 天闻角川     | 天闻角川               | 封面人物         |
| 冊數 | 副標題   | 發售日期       | ISBN                   | 副標題                         | 發售日期                                        | ISBN                                                         | 副標題                         | 發售日期     | ISBN                   | 封面人物         |
| ---- | -------- | -------------- | ---------------------- | ------------------------------ | ----------------------------------------------- | ------------------------------------------------------------ | ------------------------------ | ------------ | ---------------------- | ---------------- |
| 1    |          | 2014年12月10日 | ISBN 978-4-04-869094-2 | 特攻強襲                       | 2015年10月21日                                  | ISBN 978-986-366-749-0                                       | 特攻强袭                       | 2022年4月5日 | ISBN 978-7-5306-8255-5 | 蓮、小比類卷香蓮 |
| 2    |          | 2015年3月10日  | ISBN 978-4-04-869095-9 | 2nd特攻強襲（上）              | 2016年6月13日                                   | ISBN 978-986-473-149-7                                       | 第二届特攻强袭 上              | 2022年4月5日 | ISBN 978-7-5306-8256-2 | 蓮、不可次郎     |
| 3    |          | 2015年6月10日  | ISBN 978-4-04-865190-5 | 2nd特攻強襲（下）              | 2017年6月7日                                    | ISBN 978-986-473-720-8                                       | 第二届特攻强袭 下              | 2024年6月    | ISBN 978-7-5306-8798-7 | 蓮、Pitohui      |
| 4    |          | 2016年3月10日  | ISBN 978-4-04-865818-8 | 3rd特攻強襲 背叛者的選擇（上） | 2017年10月11日                                  | ISBN 978-986-473-920-2                                       | 第三届特攻强袭 背叛者的选择 上 |              | ISBN 978-7-5133-5774-6 | 蓮               |
| 5    |          | 2016年7月9日   | ISBN 978-4-04-892110-7 | 3rd特攻強襲 背叛者的選擇（下） | 2018年5月14日（限定版） 2018年5月28日（普通版） | EAN 4712961079556（限定版） ISBN 978-957-564-174-0（普通版） |                                |              |                        | 蓮、Pitohui      |
| 6    |          | 2017年3月10日  | ISBN 978-4-04-892745-1 | One Summer Day                 | 2018年10月8日                                   | ISBN 978-957-564-476-5                                       |                                |              |                        | 蓮               |
| 7    |          | 2018年6月9日   | ISBN 978-4-04-893789-4 | 4th特攻強襲（上）              | 2019年12月11日                                  | EAN 4713510133675（特装版） ISBN 978-957-743-439-5（普通版） |                                |              |                        | 蓮               |
| 8    |          | 2018年8月10日  | ISBN 978-4-04-893878-5 | 4th特攻強襲（中）              | 2020年9月23日                                   | EAN 4713510136676（特装版） ISBN 978-957-743-958-1（普通版） |                                |              |                        | 蓮、伊娃         |
| 9    |          | 2018年12月7日  | ISBN 978-4-04-912093-6 | 4th特攻強襲（下）              | 2021年2月4日                                    | ISBN 978-986-524-228-2                                       |                                |              |                        | 蓮、小比類卷香蓮 |
| 10   |          | 2020年4月10日  | ISBN 978-4-04-913132-1 | Five Ordeals                   | 2022年8月10日                                   | ISBN 978-626-321-683-9                                       |                                |              |                        | 蓮、不可次郎     |
| 11   |          | 2021年11月10日 | ISBN 978-4-04-913940-2 | 5th特攻強襲（上）              | 2023年4月12日                                   | ISBN 978-626-352-414-9                                       |                                |              |                        | 莲               |
| 12   |          | 2022年2月10日  | ISBN 978-4-04-914142-9 | 5th特攻強襲（中）              | 2023年10月6日                                   | ISBN 978-626-378-042-2                                       |                                |              |                        | 莲、不可次郎     |
| 13   |          | 2023年3月10日  | ISBN 978-4-04-914143-6 | 5th特攻强袭（下）              | 2024年2月5日                                    | ISBN 978-626-378-396-6                                       |                                |              |                        | 莲               |
| 14   |          | 2024年10月10日 | ISBN 978-4-04-915907-3 |                                |                                                 |                                                              |                                |              |                        |                  |

### 漫畫
刀劍神域外傳 Gun Gale Online
作者：たもりただぢ
| 卷數 | ASCII Media Works | ASCII Media Works      | 台灣角川      | 台灣角川               | 封面人物 |
| 卷數 | 發售日期          | ISBN                   | 發售日期      | ISBN                   | 封面人物 |
| ---- | ----------------- | ---------------------- | ------------- | ---------------------- | -------- |
| 1    | 2016年10月8日     | ISBN 978-4-04-892373-6 | 2018年5月7日  | ISBN 978-957-564-209-9 | 蓮       |
| 2    | 2017年11月10日    | ISBN 978-4-04-893446-6 | 2018年10月8日 | ISBN 978-957-564-499-4 | M        |
| 3    | 2018年11月10日    | ISBN 978-4-04-912180-3 | 2019年10月7日 | ISBN 978-957-743-282-7 | Pitohui  |
| 4    | 2021年3月27日     | ISBN 978-4-04-913771-2 | 2023年2月16日 | ISBN 978-626-352-241-1 | 不可次郎 |

## 電視動畫

### 製作人員
- 原作：時雨澤惠一（電擊文庫）
- 導演：迫井政行
- 系列構成：黑田洋介
- 人物原案：黑星紅白
- 人物設計：小堺能夫
- 動畫製作：Studio 3Hz（第1季）、 A-1 Pictures（第2季）
- 製作：GGO製作委員會

### 主題曲
| 標題              | 主唱               | 作詞                            | 作曲              | 編曲                                             | 播放話數        |
| 片頭曲            | 片頭曲             | 片頭曲                          | 片頭曲            | 片頭曲                                           | 片頭曲          |
| ----------------- | ------------------ | ------------------------------- | ----------------- | ------------------------------------------------ | --------------- |
| 流星              | 藍井艾露           | Eir、津波幸平                   | 津波幸平          | 津波幸平                                         | 第1季1－12      |
| GG                | ReoNa              | rui（fade） （LIVE LAB.） ReoNa | rui               | rui（fade） ⽑蟹（LIVE LAB.） Sugi from coldrain | 第2季1－12      |
| 片尾曲            |                    |                                 |                   |                                                  |                 |
| To See The Future | 蓮（楠木燈）       | Jazzin'park                     | Jazzin'park       | Jazzin'park                                      | 第1季1－12      |
| Little Dancer     | 蓮（楠木燈）       | Jazzin'park                     | Jazzin'park       | Jazzin'park                                      | 第2季1－7       |
| Overclock         | 蓮（楠木燈）       | Jazzin'park                     | Jazzin'park       | Jazzin'park                                      | 第2季9－11      |
| 劇中曲            |                    |                                 |                   |                                                  |                 |
|                   | 神崎艾莎 （ReoNa） | （LIVE LAB.）                   | rui（fade）       | 毛蟹（LIVE LAB.）                                | 第1季2、3       |
| step, step        | 神崎艾莎 （ReoNa） | （LIVE LAB.）                   | 毛蟹（LIVE LAB.） | 毛蟹（LIVE LAB.）                                | 第1季4          |
| Independence      | 神崎艾莎 （ReoNa） | （LIVE LAB.）                   | 毛蟹（LIVE LAB.） | 毛蟹（LIVE LAB.）                                | 第1季5、5.5、11 |
|                   | 神崎艾莎 （ReoNa） | （LIVE LAB.）                   | 毛蟹（LIVE LAB.） | 毛蟹（LIVE LAB.）                                | 第1季6          |
| Disorder          | 神崎艾莎 （ReoNa） | （LIVE LAB.）                   | 毛蟹（LIVE LAB.） | 毛蟹（LIVE LAB.）                                | 第1季9          |
| Rea(s)oN          | 神崎艾莎 （ReoNa） | （LIVE LAB.）                   | 毛蟹（LIVE LAB.） | 毛蟹（LIVE LAB.）                                | 第1季12         |
| Toxic             | 神崎艾莎 （ReoNa） | 毛蟹（LIVE LAB.）               | 毛蟹（LIVE LAB.） | 毛蟹（LIVE LAB.）                                | 第2季8          |
| Oh UnHappy Day    | 神崎艾莎 （ReoNa） | （LIVE LAB.）                   | rui（fade）       | 小松一也                                         | 第2季12         |

### 各話列表
| 話數       | 標題               | 劇本       | 分鏡                                     | 演出                                     | 作畫監督 | 總作畫監督                               | 改編原作小說 | 首播日期       |       |       |       |       |       |       |       |       |       |       |       |       |       |       |       |       |
| 第1季      | 第1季              | 第1季      | 第1季                                    | 第1季                                    | 第1季 | 第1季                                    | 第1季        | 第1季          | 第1季 | 第1季 | 第1季 | 第1季 | 第1季 | 第1季 | 第1季 | 第1季 | 第1季 | 第1季 | 第1季 | 第1季 | 第1季 | 第1季 | 第1季 | 第1季 |
| ---------- | ------------------ | ---------- | ---------------------------------------- | ---------------------------------------- | --- | ---------------------------------------- | ------------ | -------------- | ----- | ----- | ----- | ----- | ----- | ----- | ----- | ----- | ----- | ----- | ----- | ----- | ----- | ----- | ----- | ----- |
| #01        | Squad Jam 特攻強襲 | 黑田洋介   | 迫井政行                                 | 間島崇寬                                 | 金丸綾子、杉田丸美 | 小堺能夫                                 | 第1－2卷     | 2018年 4月8日  |       |       |       |       |       |       |       |       |       |       |       |       |       |       |       |       |
| #02        | GGO                | 黑田洋介   | 迫井政行                                 | 山下英美                                 | 栗西祐輔、大高雄太 北原章雄、龜田朋幸                                                                                                  | 小堺能夫 秋谷有紀惠 鶴窪久子             | 第1卷        | 4月15日        |       |       |       |       |       |       |       |       |       |       |       |       |       |       |       |       |
| #03        | 粉絲信             | 黑田洋介   | 島津裕行                                 | 鈴木拓磨                                 | 挽本敦子、桐谷真咲 小畑賢、服部益實 櫻井木之實、木下由美子                                                                             | 小堺能夫 秋谷有紀惠 鶴窪久子             | 第1卷        | 4月22日        |       |       |       |       |       |       |       |       |       |       |       |       |       |       |       |       |
| #04        | 死亡遊戲           | 黑田洋介   | 島津裕行                                 | 野田泰宏                                 | 服部益實 | 小堺能夫 秋谷有紀惠 鶴窪久子             | 第1卷        | 4月29日        |       |       |       |       |       |       |       |       |       |       |       |       |       |       |       |       |
| #05        | 最後一戰交給我     | 黑田洋介   | 迫井政行                                 | 長濱亘彦                                 | 宮原拓也、青木真理子 向川原憲、吉井勝也 大梶博之                                                                                       | 小堺能夫 鶴窪久子 秋谷有紀惠             | 第1卷        | 5月6日         |       |       |       |       |       |       |       |       |       |       |       |       |       |       |       |       |
| #05.5      | Refrain            | 時雨澤惠一 | 上林賢治、中山佳介、石川奈佑（編輯導演） | 上林賢治、中山佳介、石川奈佑（編輯導演） | 上林賢治、中山佳介、石川奈佑（編輯導演）                                                                                               | 上林賢治、中山佳介、石川奈佑（編輯導演） | 第1卷        | 5月13日        |       |       |       |       |       |       |       |       |       |       |       |       |       |       |       |       |
| #06        | SAO的失敗者        | 黑田洋介   | 入江泰浩                                 | 峯友則                                   | 挽本敦子、桐谷真咲 小畑賢、谷口律子 坂友加里、櫻井木之實 服部益實、西山忍                                                              | 小堺能夫 秋谷有紀惠 鶴窪久子             | 第2卷        | 5月20日        |       |       |       |       |       |       |       |       |       |       |       |       |       |       |       |       |
| #07        | 第二屆 Squad Jam   | 黑田洋介   | 誌村宏明                                 | 佐佐木純人                               | 申榮淳、Lee Juhyeon Lee Jio、Choi Insub                                                                                                | 小堺能夫 秋谷有紀惠 鶴窪久子             | 第2卷        | 5月27日        |       |       |       |       |       |       |       |       |       |       |       |       |       |       |       |       |
| #08        | 詭雷               | 黑田洋介   | 島津裕行                                 | 鈴木拓磨                                 | 飯田剛士、東島久志 金丸綾子、中村深雪 服部聰志、野崎麗子                                                                               | 小堺能夫 秋谷有紀惠 鶴窪久子             | 第2卷        | 6月3日         |       |       |       |       |       |       |       |       |       |       |       |       |       |       |       |       |
| #09        | 十分鐘的鏖戰       | 黑田洋介   | 入江泰浩                                 | 佐藤和麿                                 | 北條真純、大高雄太 | 小堺能夫 秋谷有紀惠 鶴窪久子             | 第2－3卷     | 6月10日        |       |       |       |       |       |       |       |       |       |       |       |       |       |       |       |       |
| #10        | 魔王復活           | 黑田洋介   | 迫井政行                                 | 飯村正之                                 | 服部益實 | 小堺能夫 秋谷有紀惠 鶴窪久子             | 第3卷        | 6月17日        |       |       |       |       |       |       |       |       |       |       |       |       |       |       |       |       |
| #11        | 瘋狂的蓮           | 黑田洋介   | 島津裕行                                 | 山下英美                                 | 大高雄太、齋藤和也 向川原憲、宮原拓也 金丸綾子                                                                                         | 小堺能夫 秋谷有紀惠 鶴窪久子             | 第3卷        | 6月24日        |       |       |       |       |       |       |       |       |       |       |       |       |       |       |       |       |
| #12        | 鼓掌               | 黑田洋介   | 迫井政行                                 | 迫井政行                                 | 戶田麻衣、飯田剛士 龜田朋幸、東島久志 向川原憲、宮原拓也 金丸綾子                                                                      | 小堺能夫 秋谷有紀惠 鶴窪久子             | 第3卷        | 7月1日         |       |       |       |       |       |       |       |       |       |       |       |       |       |       |       |       |
| 第2季      |                    |            |                                          |                                          | |                                          |              |                |       |       |       |       |       |       |       |       |       |       |       |       |       |       |       |       |
| EPISODE 1  | 有二就有三         | 黑田洋介   | 迫井政行                                 | 國本一穗                                 | 小堺能夫 | 不適用                                   | 第4卷        | 2024年 10月5日 |       |       |       |       |       |       |       |       |       |       |       |       |       |       |       |       |
| EPISODE 2  | 大貨車作戰         | 黑田洋介   | 西山祐樹                                 | 西山祐樹                                 | 向川原憲、金丸綾子 | 小堺能夫 向川原憲                        | 第4卷        | 10月12日       |       |       |       |       |       |       |       |       |       |       |       |       |       |       |       |       |
| EPISODE 3  | 克拉倫斯和夏莉     | 黑田洋介   | 川村賢一                                 | 筑紫大介                                 | 龜田朋幸 | 小堺能夫 向川原憲 齊田博之               | 第4卷        | 10月19日       |       |       |       |       |       |       |       |       |       |       |       |       |       |       |       |       |
| EPISODE 4  | 啟動特別規則       | 黑田洋介   | 敷島博英                                 | 筑紫大介                                 | 服部聰志、小川玖理周 原田峰文 | 小堺能夫                                 | 第4－5卷     | 10月26日       |       |       |       |       |       |       |       |       |       |       |       |       |       |       |       |       |
| EPISODE 5  | 叛徒的選擇         | 黑田洋介   | 金澤洪充                                 | 國本一穗                                 | 小川玖理周、原田峰文 岡崎洋美月、佐賀野櫻子 苗木陽子                                                                                   | 小堺能夫 向川原憲                        | 第5卷        | 11月2日        |       |       |       |       |       |       |       |       |       |       |       |       |       |       |       |       |
| EPISODE 6  | 還有時間的攻防戰   | 黑田洋介   | 飯田薰久                                 | 飯田薰久                                 | 金丸綾子、原田峰文 岡崎洋美、佐賀野櫻子 LEE SANG-MIN                                                                                   | 小堺能夫 向川原憲                        | 第5卷        | 11月9日        |       |       |       |       |       |       |       |       |       |       |       |       |       |       |       |       |
| EPISODE 7  | 反轉               | 黑田洋介   | 田中宏紀                                 | 矢野孝典                                 | 龜田朋幸、坂本 光之園動畫、橋本健太 | 小堺能夫 向川原憲                        | 第5卷        | 11月16日       |       |       |       |       |       |       |       |       |       |       |       |       |       |       |       |       |
| EPISODE 8  | 決鬥               | 黑田洋介   | 迫井政行                                 | 西山祐樹                                 | 服部聰志、鶴窪久子 LEE SANG-MIN、菅原裕幸 岡崎洋美、 坂本                                                                              | 小堺能夫 向川原憲 秋谷有紀惠 齊田博之    | 第5卷        | 11月23日       |       |       |       |       |       |       |       |       |       |       |       |       |       |       |       |       |
| EPISODE 9  | 前往戰場的邀請     | 黑田洋介   | 川村賢一                                 | 東亮佑                                   | 大野勉、佐佐木美穗 、所澤映畫 | 小堺能夫 向川原憲 秋谷有紀惠 齊田博之    | 第6卷        | 11月30日       |       |       |       |       |       |       |       |       |       |       |       |       |       |       |       |       |
| EPISODE 10 | 惡魔城             | 黑田洋介   | 國本一穗                                 | 國本一穗                                 | Park Ki-duk、Kwon Hee-jae Lee Byung-seok、Mo Jung-hee Kim Seong-beom、Jang Sang-mi Yun Seung-hyeon                                     | 小堺能夫 向川原憲 齊田博之 秋谷有紀惠    | 第6卷        | 12月7日        |       |       |       |       |       |       |       |       |       |       |       |       |       |       |       |       |
| EPISODE 11 | Pitohui的突擊      | 黑田洋介   | 飯田薰久                                 | 飯田薰久、三上彩                         | 小島繪美、池津壽惠、橋本健太 久保山誠士、坂本、三浦里菜 蟹谷憲正、成松義人、臼井篤史 錦見樂、德丸輝明、 龜田朋幸、藤木泰史、光之園動畫 | 小堺能夫 向川原憲 秋谷有紀惠             | 第6卷        | 12月14日       |       |       |       |       |       |       |       |       |       |       |       |       |       |       |       |       |
| EPISODE 12 | 戰鬥的理由         | 黑田洋介   | 迫井政行                                 | 迫井政行、村田裕脩                       | 服部聰志、鶴窪久子、德田夢之介 菅原裕幸、蟹谷憲正、藤木泰史 、成松義人、小川玖理周 龜田朋幸、光之園動畫                                | 小堺能夫 向川原憲 齊田博之 秋谷有紀惠    | 第6卷        | 12月21日       |       |       |       |       |       |       |       |       |       |       |       |       |       |       |       |       |

### 播放單位
日本深夜動畫：下文記載的日本国内播放時間使用日本標準時間（UTC+9）表示。因為部分時間标识會採用30小时制，因此請留意这类超过24:00的时间，其實際播放時間為翌日清晨。
| 播放日期               | 播放時間             | 播放電視台         | 所屬地區   | 備註                      |
| ---------------------- | -------------------- | ------------------ | ---------- | ------------------------- |
| 2018年4月7日 - 6月30日 | 星期六 24:00 - 24:30 | 東京都會電視台     | 東京都     |                           |
|                        |                      | 栃木電視台         | 栃木縣     |                           |
|                        |                      | 群馬電視台         | 群馬縣     |                           |
|                        |                      | 日本BS放送（BS11） | 日本全域   | 衛星電視 / 『ANIME+節目』 |
|                        | 星期六 27:08 - 27:38 | 毎日放送           | 近畿廣域圏 | 『Anime Shower』第3部     |
| 2018年4月9日 -         | 星期一 26:05 - 26:35 | 愛知電視台         | 愛知縣     |                           |
| 2018年4月20日 -        | 星期五 21:00 - 21:30 | 日テレプラス       | 日本全域   | 衛星電視                  |

| 播放日期                              | 播放時間                                            | 播放電視台  | 所屬地區 | 備註                                            |
| ------------------------------------- | --------------------------------------------------- | ----------- | -------- | ----------------------------------------------- |
| 2018年4月15日 - 7月8日 國語：12月31日 | 週日11:30 - 12:00，整點前集重播 國語：10:00 - 16:00 | i-Fun動漫台 | 臺灣     | UTC+8、繁體字幕                                 |
| 2018年10月13日 - 10月27日             | 週六21:00 - 23:00國語連播四集                       | 東森電影台  | 臺灣     | UTC+8，隔日有重播                               |
| 2018年9月22日 - 12月8日               | 週六23:35 - 24:35粵日雙語連播兩集                   | J2          | 香港     | UTC+8、繁體字幕，有重播 於myTV SUPER提供7天重溫 |

| 播放日期       | 播放時間（UTC+8） | 播放平台                 | 備註                      |
| -------------- | ----------------- | ------------------------ | ------------------------- |
| 2018年4月7日 - | 星期六 24:30 更新 | 巴哈姆特動畫瘋、CHOCO TV | 繁體字幕                  |
|                |                   | 愛奇藝                   | 簡体字幕，最新一話VIP觀看 |

### BD／DVD
| 卷數  | 發行日期       | 收錄話數       | 規格編號      | 規格編號      | 封面角色                            |
| 卷數  | 發行日期       | 收錄話數       | BD限定版      | DVD限定版     | 封面角色                            |
| 第1季 | 第1季          | 第1季          | 第1季         | 第1季         | 第1季                               |
| ----- | -------------- | -------------- | ------------- | ------------- | ----------------------------------- |
| 1     | 2018年6月22日  | 第1話、第2話   | ANZX-14181/2  | ANZB-14181/2  | 蓮、Pitohui                         |
| 2     | 2018年7月25日  | 第3話、第4話   | ANZX-14183/4  | ANZB-14183/4  | 蓮、M、MMTM                         |
| 3     | 2018年8月29日  | 第5話、第6話   | ANZX-14185/6  | ANZB-14185/6  | 蓮、SHINC                           |
| 4     | 2018年9月26日  | 第7話、第8話   | ANZX-14187/8  | ANZB-14187/8  | 蓮、不可次郎                        |
| 5     | 2018年10月24日 | 第9話、第10話  | ANZX-14189/90 | ANZB-14189/90 | 蓮、Pitohui、M、不可次郎、伊娃      |
| 6     | 2018年11月28日 | 第11話、第12話 | ANZX-14181/2  | ANZB-14181/2  | 蓮、小比類卷香蓮、Pitohui、神崎艾莎 |
| 第2季 |                |                |               |               |                                     |
| 1     | 2024年12月18日 | 第1話、第2話   | ANZX-16851/2  | ANZB-16851/2  |                                     |
| 2     | 2025年1月29日  | 第3話、第4話   | ANZX-16853/4  | ANZB-16853/4  |                                     |
| 3     | 2025年2月26日  | 第5話、第6話   | ANZX-16855/6  | ANZB-16855/6  |                                     |
| 4     | 2025年3月26日  | 第7話、第8話   | ANZX-16857/8  | ANZB-16857/8  |                                     |
| 5     | 2025年4月23日  | 第9話、第10話  | ANZX-16859/60 | ANZB-16859/60 |                                     |
| 6     | 2025年5月28日  | 第11話、第12話 | ANZX-16861/2  | ANZB-16861/2  |                                     |

## 外部連結
- 《刀劍神域》繁體中文官方網站（繁體中文）
- 電視動畫第1季《刀劍神域外傳 Gun Gale Online》官方網站 （页面存档备份，存于） （日語）
- 電視動畫第2季《刀劍神域外傳 Gun Gale Online》官方網站 （页面存档备份，存于）（日語）
- 電視動畫「Gun Gale Online」官方的X（前Twitter）（日語）
- 小說作者的X（前Twitter）（日語）
- 電擊Online作品介紹 （页面存档备份，存于）（日語）